# Filhos da Águia
GRCESM Filhos da Águia é uma escola de samba mirim da cidade do Rio de Janeiro, que participa todos os anos do desfile oficial de escolas de samba mirins, realizado na Marquês de Sapucaí.

## História

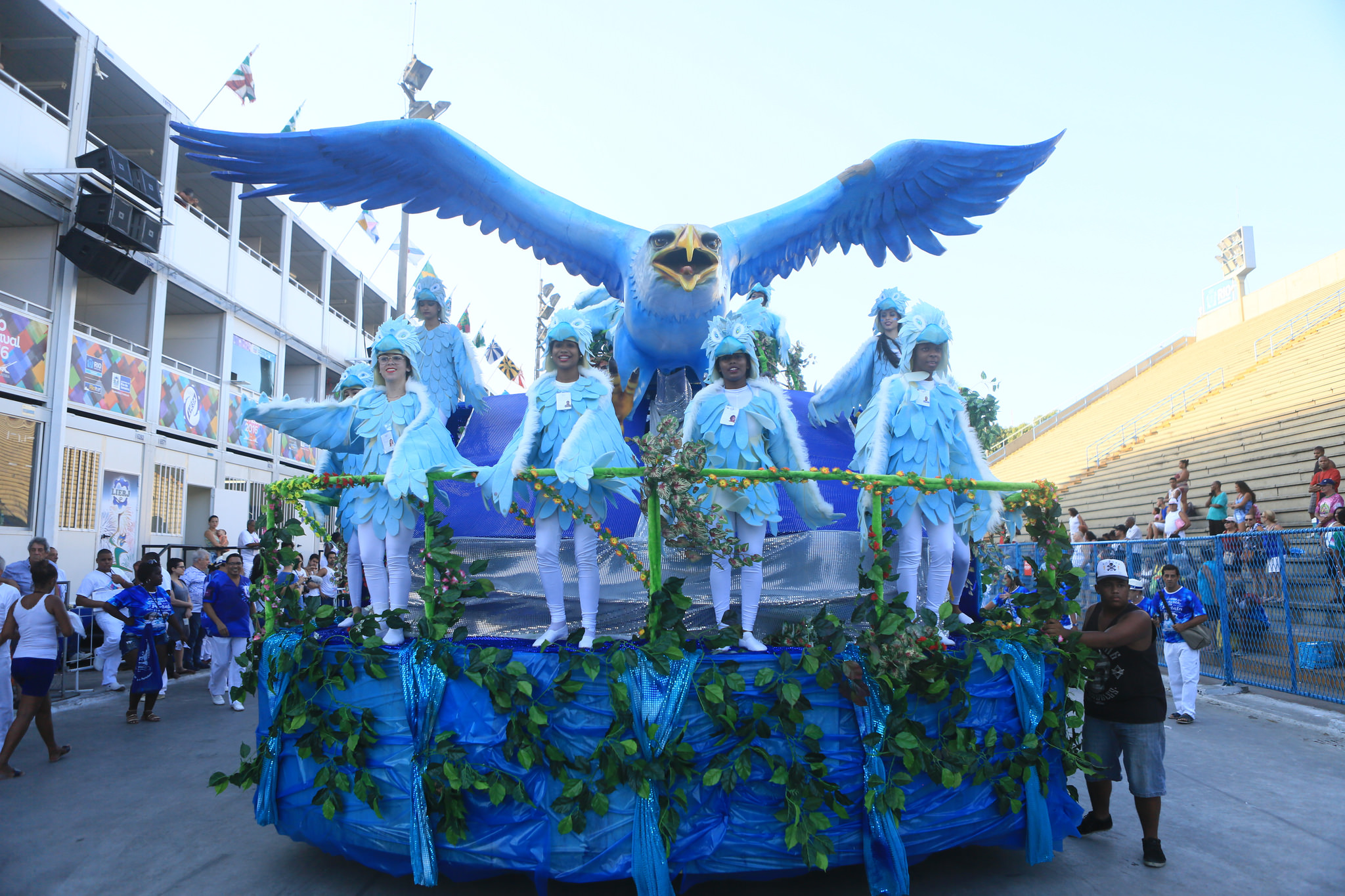
Carro abre-alas da Filhos da Águia, na Marquês de Sapucaí (2015)

Em 2011, reeditou o samba-enredo da Portela de 1984. No ano seguinte, apresentou novamente uma reedição, desta vez, o samba de 2008.
Para o Carnaval 2015, a escola, agora com uma maior aproximação com a diretoria da escola-mãe, a Portela, apresentou uma nova diretoria, e nova equipe de carnaval. Novamente, a escola optou por reeditar um samba da Portela, dessa vez, o samba de 1939, um dos primeiros da história de sua agremiação mãe.

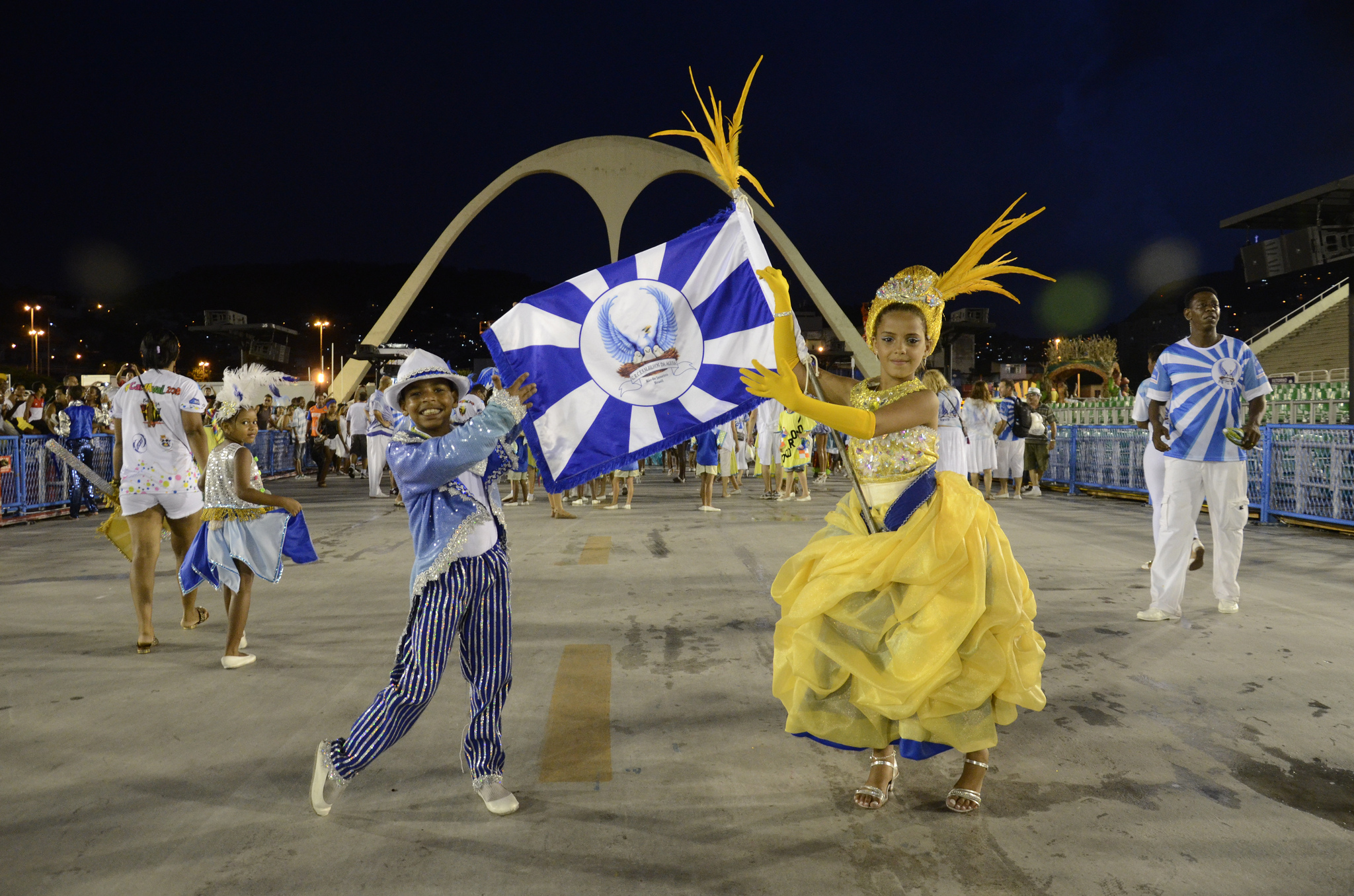
Casal de mestre-sala e porta-bandeira da Filhos da Águia, na Marquês de Sapucaí (2015).

## Segmentos

### Presidentes
| Nome                | Mandato           | Ref.  |
| ------------------- | ----------------- | ----- |
| Osni Nascimento     | 2005-2008         |       |
| Claudio Cruz        | 2009-2010         |       |
| Pedro Faria         | 2011-2014         |       |
| Celsinho de Andrade | 2015 - atualidade | [ 5 ] |

### Presidentes de honra
| Nome                  | Mandato   | Ref.                |
| --------------------- | --------- | ------------------- |
| Serginho Procópio     | 2014-2016 | [carece de fontes?] |
| Luís Carlos Magalhães | 2017      | [carece de fontes?] |

### Intérpretes
| Nome                                                                   | Ano             | Ref.                |
| ---------------------------------------------------------------------- | --------------- | ------------------- |
| Sandro Sorriso Diogo Madureira Gabrielzinho do Irajá                   | 2005            |                     |
| Sandro Sorriso Diogo Madureira Gabrielzinho do Irajá                   | 2006            |                     |
| Gabrielzinho do Irajá Tiago Cavaco Raphael Bart Flavia Aparecida Diego | 2007            |                     |
| Vinícius Silva                                                         | 2012            | [carece de fontes?] |
| João Pedro                                                             | 2014            |                     |
| João Pedro e Rodrigo Santos                                            | 2015            | [carece de fontes?] |
| Rafael Faustino                                                        | 2017-2019       | [ 6 ]               |
| Jean Black                                                             | 2020            |                     |
| Lucas Martins                                                          | 2022-atualidade |                     |

### Diretores
| Ano  | Diretor de Carnaval | Diretor de harmonia | Mestre de bateria                | Ref.  |  |
| ---- | ------------------- | ------------------- | -------------------------------- | ----- |  |
| 2005 | Jose Leonidio       |                     | Fernando ‘Nando Gigante’ Barbosa |       |  |
| 2006 |                     |                     | Fernando ‘Nando Gigante’ Barbosa |       |  |
| 2007 | Jose Leonidio       |                     | Fernando ‘Nando Gigante’ Barbosa |       |  |
| 2008 |                     |                     | Fernando ‘Nando Gigante’ Barbosa |       |  |
| 2009 |                     |                     | Vitor ‘Vitinho’ Cézar            |       |  |
| 2011 |                     |                     | Vitor ‘Vitinho’ Cézar            |       |  |
| 2012 |                     |                     | Jonnas Ferreira                  |       |  |
| 2013 |                     |                     | Jonnas Ferreira                  |       |  |
| 2014 | Gabriel Macedo      | Gabriel Macedo      | Jonnas Ferreira                  |       |  |
| 2015 |                     |                     | Jonas                            | [ 5 ] |  |
| 2016 |                     |                     | Marlon Costa                     |       |  |
| 2017 |                     |                     | Marlon Costa                     |       |  |
| 2018 | Leonardo Fartura    | Leonardo Fartura    | Marlon Costa                     |       |  |
| 2019 | Leonardo Fartura    | Leonardo Fartura    | Gabriel Vaz                      |       |  |
| 2020 | Leonardo Fartura    | Leonardo Fartura    | Gabriel Vaz                      |       |  |
| 2022 | Leonardo Fartura    | Leonardo Fartura    | Gabriel Vaz                      |       |  |
| 2023 | Leonardo Fartura    | Leonardo Fartura    | Luan Carlos                      |       |  |
| 2024 | Leonardo Fartura    | Leonardo Fartura    | Luan Carlos                      |       |  |
| 2025 | Leonardo Fartura    | Leonardo Fartura    | Luan Carlos                      |       |  |

### Coreógrafo
| Ano  | Nome           | Ref.  |
| ---- | -------------- | ----- |
| 2007 | Lais e Gustavo |       |
| 2014 | Daniela Moura  |       |
| 2015 | Valci Pelé     | [ 5 ] |
| 2016 | Katia Bezerra  |       |
| 2017 | Maira Andrade  |       |
| 2018 | Maira Andrade  |       |
| 2019 | Maíra Andrade  |       |
| 2020 | Maíra Andrade  |       |
| 2021 | Maíra Andrade  |       |
| 2022 | Maíra Andrade  |       |
| 2023 | Maíra Andrade  |       |
| 2024 | Ingridi França |       |
| 2025 | Ingridi Franca |       |

### Casal de Mestre-sala e Porta-bandeira
| Ano  | Nome                                    | Ref.  |
| ---- | --------------------------------------- | ----- |
| 2005 | Jean e Jessica                          |       |
| 2006 |                                         |       |
| 2007 | Sergio Apolinario e Caroline Apolinario |       |
| 2014 | Vinicius e Osana                        |       |
| 2015 | Vinícius e Rebeca                       | [ 5 ] |
| 2016 | Vinicius e Rebeca                       |       |
| 2020 | Kauã e Ana Júlia                        |       |
| 2021 | Kauã e Ana Júlia                        |       |
| 2022 | Kauã e Ana Júlia                        |       |
| 2023 | Kauã e Ana Júlia                        |       |
| 2024 | Kauã e Ana Júlia                        |       |
| 2025 | Kauã e Ana Júlia                        |       |

### Corte de bateria
| Ano  | Rainha            | Madrinha             | Ref.  |
| ---- | ----------------- | -------------------- | ----- |
| 2007 | Rafaela           | Luana Garrido        |       |
| 2014 |                   |                      |       |
| 2015 | Luane Vasconcelos |                      | [ 5 ] |
| 2017 | Raiane            |                      |       |
| 2018 | Raiane            | Ana Carolina Antunes |       |
| 2019 | Ana Giullia       |                      |       |
| 2020 | Ana Giullia       |                      |       |
| 2021 | Ana Giullia       |                      |       |
| 2022 | Ana Giullia       |                      |       |
| 2023 | Maiara            |                      |       |
| 2024 | Maiara            |                      |       |
| 2025 | Valentina         |                      |       |
| 2026 | Valentina         |                      |       |

## Carnavais
| Filhos da Águia | Filhos da Águia | Filhos da Águia                                                                                             | Filhos da Águia | Filhos da Águia               | Filhos da Águia |
| Ano             | Colocação       | Enredo | Compositores do samba-enredo | Carnavalesco                  | Ref.            |
| --------------- | --------------- | --- | --- | ----------------------------- | --------------- |
| 2006            | Sem competição  | "Uma festa tupinambá às margens do Rio Sena"                                                                | Márcio Carvalho, Wilson Moraes, Luiza Loroza e Tamiris Costa Coelho                                                                      | Gustavo Pessoa                | [ 1 ]           |
| 2007            | Sem competição  | "Águia: A guardiã da casa dos deuses"                                                                       | Alexandre Velloso | Comissão de Carnaval          | [ 1 ]           |
| 2008            | Sem competição  | "Os legados de D. João VI - 50 anos depois" (Reedição do enredo de 1957 da Portela)                         | Candeia, Waldir 59 e Picolino da Portela                                                                                                 | Arthur Reiy                   | [ 1 ]           |
| 2009            | Sem competição  | "Filhos da Águia é sonho, cor e fantasia! Leva Mônica e sua turma à França com alegria."                    | Bruninho do Cavaco, Nathan Silva, Gilsinho Bacana, Bruno e Thiago                                                                        | Sidney Rocha                  | [ 1 ]           |
| 2010            | Sem competição  | A escola não desfilou                                                                                       | A escola não desfilou | A escola não desfilou         | [ 1 ]           |
| 2011            | 12º lugar       | "Contos de areia" (Reedição do enredo de 1984 da Portela)                                                   | Dedé da Portela e Norival Reis | Robson Almeida e Jorge Caribé | [ 1 ] [ 7 ]     |
| 2012            | Sem competição  | "Reconstruindo a natureza, recriando a vida o sonho vira realidade" (Reedição do enredo de 2008 da Portela) | Ary do Cavaco, Diogo Nogueira, Ciraninho, Júnior Escafura e Celsinho Andrade                                                             | Welington Luciano             | [ 1 ]           |
| 2013            | Sem competição  | "Hoje tem marmelada!" (Reedição do enredo de 1980 da Portela)                                               | David Corrêa, Jorge Macedo e Norival Reis                                                                                                | Gustavo Pessoa                | [ 1 ]           |
| 2014            | Sem competição  | "Copa do Mundo de 70"                                                                                       | Bruno Lima, Thyago na Fé, Kayan Monteiro, Vinícius Silva e Leonardo Batista                                                              | Gustavo Pessoa                | [ 8 ]           |
| 2015            | Sem competição  | "O mestre do samba" (Reedição do enredo "Teste ao samba" de 1939 da Portela)                                | Paulo da Portela | Luciano Moreira               | [ 5 ] [ 9 ]     |
| 2016            | Sem competição  | "Do canto do sabiá se eu for falar da Portela hoje não vou terminar"                                        | Beto Fininho e Wanderley Monteiro (Adaptação: Beto Fininho e Sérgio Fonseca)                                                             | Luciano Moreira               | [ 10 ]          |
| 2017            | Sem competição  | "Mulheres notáveis do reino da águia"                                                                       | Beto Fininho e Wanderley Monteiro | Luciano Moreira               | [ 6 ]           |
| 2018            | Sem competição  | "Dez, Nota Dez!"                                                                                            | Rafael Faustino, Raphael Gravino, Gabriel Simões, Rodrigo Tinoco, Mika Arigoni, Marcus Vinicius Sherman, Henrique da Águia e Marcelinho. | Luciano Moreira               |                 |
| 2019            | Sem competição  | "Lan" | Rodrigo Tinoco, Marcus Vinicius Sherman, Mika Arigoni, Rafael Bombom e Lucas Martins                                                     | Luciano Moreira               |                 |
| 2020            | Sem competição  | "Nova Ilu Ayê"                                                                                              | Rafael Faustino, Raphael Gravino, Marcus Vinicius Sherman, Mika Arigoni e Henrique da Águia                                              | Luciano Moreira               |                 |
| 2021            | Sem competição  | - | - | Luciano Moreira               |                 |
| 2022            | Sem competição  | “É festa”                                                                                                   | | Luciano Moreira               |                 |
| 2023            | Sem competição  | ”O Samba conquistando o mundo”                                                                              | | Luciano Moreira               |                 |
| 2024            | Sem competição  | “Samba Brasil”                                                                                              | | Luciano Moreira               |                 |
| 2025            | Sem competição  | “Quando eu penso no futuro não esqueço meu passado”                                                         | | Luciano Moreira               |                 |